# Duramen

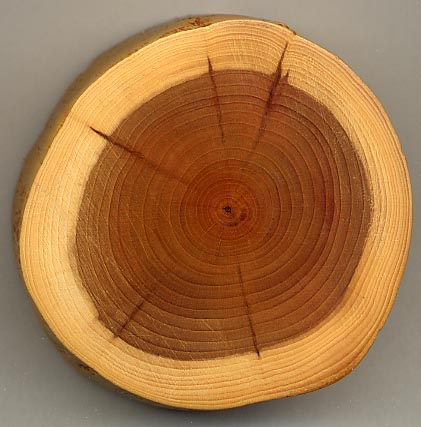
Sección de una rama de tejo con 27 anillos de crecimiento anuales, en color pálido la albura, de color más oscuro el duramen y el centro casi negro de la médula. Las líneas oscuras radiales son pequeños nudos.

El término botánico duramen hace referencia a la parte del tronco que forma parte del llamado xilema, leño, o tejido leñoso (parte resistente de la madera).
Se encuentra en la parte central del tronco y ramas del árbol, y está compuesto por células biológicamente muertas, al igual que la albura (capa inmediatamente más externa que lo rodea), diferenciándose de esta en tener un color más oscuro, ser menos permeable al agua y por tanto menos húmedo, y lo más importante: ser más resistente, duro y pesado debido a la gran cantidad de sustancias preservantes que produce el propio árbol. Por esta razón, la principal función del duramen es proporcionar al árbol una estructura lo suficientemente fuerte para mantener el peso del tronco y de sus ramas, y esa gran resistencia es lo que otorga a la madera la capacidad de ser un elemento estructural arquitectónico muy a tener en cuenta, comparando su utilidad a la del acero estructural.